# Революция 1848—1849 годов в Королевстве обеих Сицилий
Революция 1848—1849 гг. в Неаполе — буржуазно-демократическая революция в Королевстве обеих Сицилий, управляемом представителями династии Бурбонов, одна из европейских революций 1848—1849 гг. Задачами революции было установление гражданских прав и свобод, ликвидация феодальных пережитков, борьба за объединение Италии. Была подавлена правительственными силами.

## Правление Фердинанда II
Под правлением Фердинанда II Королевство Обеих Сицилий пережило ряд робких бюрократических реформ и важных нововведений в технологической области, таких как строительство первой в Италии железной дороги Неаполь-Портичи и создание некоторых промышленных предприятий, таких как мастерские Пьетрарса. Фердинанд также занимался созданием военного и торгового флота, пытаясь увеличить торговлю с зарубежными странами. Но Фердинанд все больше и больше изолировал себя на международном уровне и акцентировал внимание на полицейском режиме внутри королевства, подавив либеральные восстания 1844 года (экспедиция братьев Бандьера) и 1847 года (восстание Гераче). И если в 1845 году, по примеру короля Сардинии и великого герцога Тосканы, он позволил провести в Неаполе седьмой конгресс итальянских ученых, то Фердинанд II не приветствовал избрание 16 июня 1846 года папы Пия IX, имевшего репутацию либерала и проводившего ограниченные реформы, вызвавшие энтузиазм итальянского общественного мнения. Фердинанд отказался на предложение вступить в 1847 году в таможенную лигу между различными итальянскими государствами, выдвинутое папой, королем Сардинии и великий герцогом Тосканы; отказ неаполитанского короля привел к закату самого проекта. Во внутренней политике король продолжал полностью управлять страной патерналистским образом.

## Накануне
В июле 1847 г. в Неаполе подпольно вышла в свет и получила широкое распространение брошюра Л.Сеттембрини «Протест народа Королевства Обеих Сицилий», своего рода «прелюдия революции 1848 г.», где была подвергнута уничтожающей критике вся государственная система королевства — от короля и министров до духовенства и армии. Сеттембрини нарисовал впечатляющую картину нищеты, в которой пребывала значительная часть населения королевства, упадка сельского хозяйства, промышленности и торговли. Её результат — «бесчисленное множество бродяг, стекающихся отовсюду в Неаполь». Бедственное положение трудящихся усугублялось под влиянием неурожая и экономического кризиса. Это вызывало сильные народные волнения, охватывавшие и городское и сельское население. Крестьяне в Калабрии, например, жгли помещичьи замки, амбары, захватывали общинные земли.
Летом 1847 г. значительно усилилась активность как либералов, так и демократов, находившихся в подполье. Сторонники умеренных методов борьбы всячески противодействовали тем заговорщикам, которые настаивали на необходимости восстания. Однако, как это не раз уже бывало, в разгар этих споров внезапно для руководителей подпольного движения в начале сентября вспыхнули восстания на Сицилии — в Мессине и на континенте — в Реджо (Калабрия). Отряд мессинских повстанцев после нескольких стычек с жандармами был разгромлен. Восстание в Реджо началось успешно: отряд численностью около 500 человек спустился с гор и захватил 2 сентября город. Сформированное там временное правительство намеревалось двинуть силы на Неаполь, чтобы добиться от короля провозглашения конституции. Восставшие славили Пия IX, выдвигали требование объединения Италии. Три дня город оставался в руках повстанцев, после чего прибывшие туда значительные военные силы восстановили порядок. Власти сурово расправились с участниками восстаний в Реджо и Мессине. Некоторые руководители были расстреляны, другие отправлены на каторгу и в тюрьмы.
Положение в королевстве и после подавления восстаний оставалось крайне напряженным. Виднейшие деятели итальянского либерального движения — Бальбо, Д'Адзелио, Кавур и другие, опасаясь революционного взрыва, обратились в декабре 1847 г. к Фердинанду II с призывом провести реформы по примеру Пия IX, Карла-Альберта и Леопольда II. Неаполитанский король ответил отказом. Однако уже ничто не могло предотвратить революцию.

## Революция и её подавление
12 января 1848 года в Палермо вспыхнуло восстание, к которому присоединились местные военные гарнизоны, которое не смогли подавить даже переброшенные с континента войска. Волнения перекинулись на юг Италии, докатившись до Неаполя. События в Палермо спровоцировали аналогичное конституционное восстание в Неаполе 27 января, которое вынудило Фердинанда II принять конституцию, обнародованную 11 февраля. В апреле 1848 года состоялись выборы депутатов парламента, в которых не приняли участия сицилийцы, образовавшие после народного восстания автономное королевство со своей конституцией, провозглашенной в марте 1848 года.

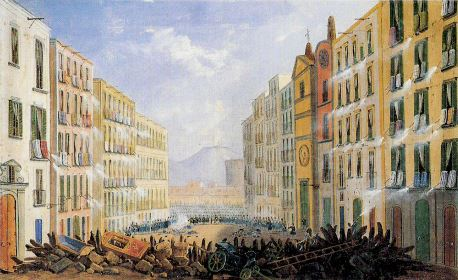
Возведение баррикады на Виа Санта-Брихида.

14 мая состоялось открытие первой сессии парламента. Граф Доменико Капителли, выдающийся юрист и почетный ученый в области естественного права, был избран его президентом. Самые непримиримые либеральные депутаты новоизбранного парламента стали настаивать на своей просьбе к королю Фердинанду изменить формулу присяги и присягнуть не королю, а Конституции. Фердинанд принимает некоторые изменения в формуле этой присяги, но парламент не утверждает текст. В ночь с 14 на 15 мая, когда депутаты пытались провести переговоры с королем, начали возводиться баррикады. Столкновения начались около 10 часов, после того как по приказу короля арестовали Капителли. Отразив первоначальный штурм королевских войск, баррикады поддались под артиллерийским обстрелом. Город на несколько часов оказался во власти бесчинствующих швейцарских солдат-наёмников. Погибли сотни мирных жителей. В этот же день Фердинанд II распустил парламент и национальную гвардию, назначил новое правительство, объявил осадное положение. В результате жестоких репрессий погибло около 500 человек.
С целью подавления сицилийской революции и чтобы добиться воссоединения острова с королевством Фердинанд II попытался пойти конституционным путем и 14 июня, через месяц после контрреволюции 15 мая, отменил осадное положение и на следующий день провел новые всеобщие выборы. Однако результаты сильно отличались от ожидаемых: почти все депутаты распущенного парламента, большинством голосов выступавшие за войну с Австрией, были переизбраны. Сразу же на инаугурации, 10 июля, проявилось неудержимое расхождение относительно приоритетов национальной политики: Фердинанд хотел только подавить сицилийское восстание, парламент ответил, что: «наша политика возрождения не может быть совершенной без независимости и воссоздания».
Между тем уже 5 сентября 1848 года король продлил открытие неаполитанского парламента до 30 ноября. Затем эта дата была продлена до 1 февраля 1849 г., после того как на дополнительных выборах 13 ноября увеличилось количество голосов либеральной оппозиции. Как только парламент открылся, палата проголосовала за обращение, в котором она жаловалась на продолжающееся политическое насилие против оппозиции и заявила о своих полномочиях по финансированию войны на Сицилии: что означало бы сокращение военных кредитов. После этого, 12 марта 1849 года, Фердинанд II распустил палаты во второй и последний раз. В конечном итоге Фердинанд II добился результата, вернув политическую структуру королевства к прежнему состоянию.

## Возвращение Сицилии под власть Бурбонов

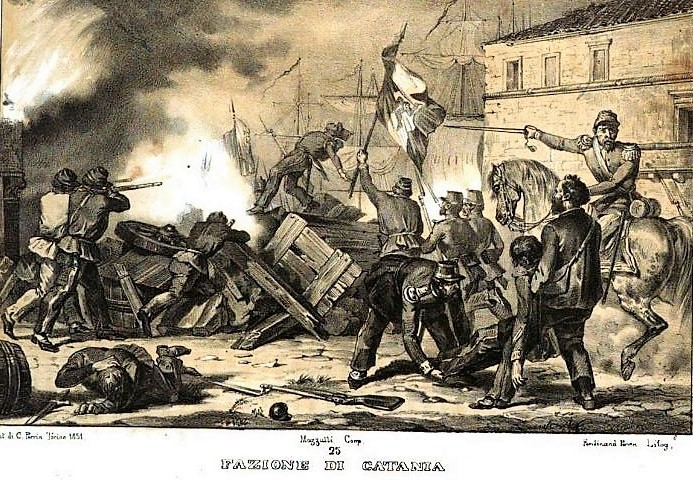
Бой между Бурбонами и сицилийской национальной армией в Катании.

Фердинанд II начал отвоевание острова, отправив на Сицилию генерал-лейтенанта Филанджери с 14 000 человек, многочисленной артиллерией и флотом в Мессину, где королевские войска Пронио всё ещё удерживали цитадель, хорошо оснащенную артиллерией, нацеленной на город. Экспедиция вышла из Реджо 3 сентября 1848 года. Мессина подвергалась сильным бомбардировкам в течение трёх дней, а затем под командованием генералов Ланцы и Нунцианте, после того как в стенах были пробиты бреши, была взята штурмом 7 сентября. Победившие войска подвергли город грабежу. Фердинанд II получил прозвище «король-бомба».
Захват крепости Милаццо последовал 9-го, а затем 11 сентября при посредничестве командиров британской и французской эскадр, в лице адмирала Паркера и адмирала Бодена, было заключено перемирие с сицилийским правительством в Палермо, которое продержалось до февраля 1849 года.
28 февраля 1849 года Фердинанд II обратился к сицилийцам с прокламацией, обещая новый статут острова, который побудил правительство Палермо объявить перемирие недействительным, и 19 марта  возобновились боевые действия. Приблизительно шесть тысяч сицилийцев под командованием польского генерала Людвика Мерославского мало что могли сделать против 13 500 войск Филанджери. Правительственные войска уже 30 марта возобновили наступление и 7 апреля захватили Катанию.
Между тем 14 апреля сицилийский парламент в Палермо принял предыдущие предложения Фердинанда II. После этого 26 апреля перед Палермо появился морской отряд с приказом о капитуляции, а 5 мая — неаполитанцы продвинулись до Багерии. Затем пришло известие, что король объявил амнистию, и 14 мая 1849 года Филанджери завладел Палермо и стал губернатором Сицилии. Сицилийская конституция больше никогда не возрождалась. По острову прокатились жестокие репрессии.
Впоследствии Фердинанд выступил инициатором интервенции в Римскую республику, чем способствовал её падению 3 июля 1849 года.
Между 1849 и 1851 годами из-за реакционной политики Фердинанда II многие отправились в изгнание; около двух тысяч революционеров и диссидентов были заключены в тюрьмы королевства Бурбонов.